# Quick-Step Floors/Saison 2018
Diese Liste beschreibt die Mannschaft und die Erfolge des Radsportteams Quick-Step Floors in der Saison 2018.

## Erfolge in der UCI WorldTour
In den Rennen der Saison 2018 der UCI WorldTour gelangen die nachstehenden Erfolge.
| Datum         | Rennen                          | Sieger                |
| ------------- | ------------------------------- | --------------------- |
| 18. Januar    | 3. Etappe Tour Down Under       | Elia Viviani          |
| 22. Februar   | 2. Etappe Abu Dhabi Tour        | Elia Viviani          |
| 19. März      | 1. Etappe Katalonien-Rundfahrt  | Álvaro Hodeg          |
| 23. März      | E3 Harelbeke                    | Niki Terpstra         |
| 24. März      | 6. Etappe Katalonien-Rundfahrt  | Maximilian Schachmann |
| 28. März      | Dwars door Vlaanderen           | Yves Lampaert         |
| 1. April      | Flandern-Rundfahrt              | Niki Terpstra         |
| 2. April      | 1. Etappe Baskenland-Rundfahrt  | Julian Alaphilippe    |
| 3. April      | 2. Etappe Baskenland-Rundfahrt  | Julian Alaphilippe    |
| 7. April      | 6. Etappe Baskenland-Rundfahrt  | Enric Mas             |
| 18. April     | Wallonischer Pfeil              | Julian Alaphilippe    |
| 22. April     | Lüttich–Bastogne–Lüttich        | Bob Jungels           |
| 5. Mai        | 2. Etappe Giro d’Italia         | Elia Viviani          |
| 6. Mai        | 3. Etappe Giro d’Italia         | Elia Viviani          |
| 13. Mai       | 1. Etappe Kalifornien-Rundfahrt | Fernando Gaviria      |
| 17. Mai       | 5. Etappe Kalifornien-Rundfahrt | Fernando Gaviria      |
| 18. Mai       | 13. Etappe Giro d’Italia        | Elia Viviani          |
| 19. Mai       | 7. Etappe Kalifornien-Rundfahrt | Fernando Gaviria      |
| 23. Mai       | 17. Etappe Giro d’Italia        | Elia Viviani          |
| 24. Mai       | 18. Etappe Giro d’Italia        | Maximilian Schachmann |
| 7. Juni       | 4. Etappe Critérium du Dauphiné | Julian Alaphilippe    |
| 7. Juli       | 1. Etappe Tour de France        | Fernando Gaviria      |
| 10. Juli      | 4. Etappe Tour de France        | Fernando Gaviria      |
| 17. Juli      | 10. Etappe Tour de France       | Julian Alaphilippe    |
| 24. Juli      | 16. Etappe Tour de France       | Julian Alaphilippe    |
| 4. August     | Clásica San Sebastián           | Julian Alaphilippe    |
| 6. August     | 3. Etappe Polen-Rundfahrt       | Álvaro Hodeg          |
| 13. August    | 1. Etappe BinckBank Tour        | Fabio Jakobsen        |
| 19. August    | Hamburg Cyclassics              | Elia Viviani          |
| 27. August    | 3. Etappe Vuelta a España       | Elia Viviani          |
| 4. September  | 10. Etappe Vuelta a España      | Elia Viviani          |
| 15. September | 20. Etappe Vuelta a España      | Enric Mas             |
| 16. September | 21. Etappe Vuelta a España      | Elia Viviani          |
| 23. September | Weltmeisterschaften (MZF)       | Quick-Step Floors     |
| 9. Oktober    | 1. Etappe Türkei-Rundfahrt      | Maximiliano Richeze   |
| 13. Oktober   | 5. Etappe Türkei-Rundfahrt      | Álvaro Hodeg          |
| 18. Oktober   | 3. Etappe Tour of Guangxi       | Fabio Jakobsen        |
| 21. Oktober   | 6. Etappe Tour of Guangxi       | Fabio Jakobsen        |

1. ↑  Das Rennen ist nicht Teil der UCI WorldTour; es werden jedoch Punkte für die Mannschaftswertung vergeben.

## Erfolge in der UCI America Tour
In den Rennen der Saison 2018 der UCI America Tour gelangen die nachstehenden Erfolge.
| Datum      | Rennen                                 | Kat. | Sieger              |
| ---------- | -------------------------------------- | ---- | ------------------- |
| 21. Januar | 1. Etappe Vuelta Provincia de San Juan | 2.1  | Fernando Gaviria    |
| 24. Januar | 4. Etappe Vuelta Provincia de San Juan | 2.1  | Maximiliano Richeze |
| 6. Februar | 1. Etappe Colombia Oro y Paz           | 2.1  | Fernando Gaviria    |
| 7. Februar | 2. Etappe Colombia Oro y Paz           | 2.1  | Fernando Gaviria    |
| 8. Februar | 3. Etappe Colombia Oro y Paz           | 2.1  | Fernando Gaviria    |
| 9. Februar | 4. Etappe Colombia Oro y Paz           | 2.1  | Julian Alaphilippe  |

## Erfolge in der UCI Asia Tour
In den Rennen der Saison 2018 der UCI Asia Tour gelangen die nachstehenden Erfolge.
| Datum          | Rennen                   | Kat. | Sieger       |
| -------------- | ------------------------ | ---- | ------------ |
| 7. Februar     | 2. Etappe Dubai Tour     | 2.HC | Elia Viviani |
| 10. Februar    | 5. Etappe Dubai Tour     | 2.HC | Elia Viviani |
| 6.–10. Februar | Gesamtwertung Dubai Tour | 2.HC | Elia Viviani |

## Erfolge in der UCI Europe Tour
In den Rennen der Saison 2018 der UCI Europe Tour gelangen die nachstehenden Erfolge.
| Datum             | Rennen                                 | Kat. | Sieger                |
| ----------------- | -------------------------------------- | ---- | --------------------- |
| 27. Februar       | Le Samyn                               | 1.1  | Niki Terpstra         |
| 4. März           | Dwars door West-Vlaanderen             | 1.1  | Rémi Cavagna          |
| 14. März          | Nokere Koerse                          | 1.HC | Fabio Jakobsen        |
| 16. März          | Handzame Classic                       | 1.HC | Álvaro Hodeg          |
| 21. März          | Driedaagse van De Panne-Koksijde       | 1.HC | Elia Viviani          |
| 4. April          | Scheldeprijs                           | 1.HC | Fabio Jakobsen        |
| 22. Mai           | 1. Etappe Tour des Fjords              | 2.HC | Fabio Jakobsen        |
| 1.–3. Juni        | Gesamtwertung Hammer Sportzone Limburg | 2.1  | Quick-Step Floors     |
| 20. Juni          | 1. Etappe Adriatica Ionica Race (MZF)  | 2.1  | Quick-Step Floors     |
| 21. Juni          | 2. Etappe Adriatica Ionica Race        | 2.1  | Elia Viviani          |
| 23. Juni          | 4. Etappe Adriatica Ionica Race        | 2.1  | Elia Viviani          |
| 24. Juni          | 5. Etappe Adriatica Ionica Race        | 2.1  | Elia Viviani          |
| 23. August        | 1. Etappe Deutschland Tour             | 2.1  | Álvaro Hodeg          |
| 24. August        | 2. Etappe Deutschland Tour             | 2.1  | Maximilian Schachmann |
| 4. September      | 3. Etappe Tour of Britain              | 2.HC | Julian Alaphilippe    |
| 2.–9. September   | Gesamtwertung Tour of Britain          | 2.HC | Julian Alaphilippe    |
| 12. September     | Prolog Slowakei-Rundfahrt (EZF)        | 2.1  | Bob Jungels           |
| 13. September     | 1. Etappe Slowakei-Rundfahrt           | 2.1  | Julian Alaphilippe    |
| 16. September     | 4. Etappe Slowakei-Rundfahrt           | 2.1  | Fabio Jakobsen        |
| 12.–16. September | Gesamtwertung Slowakei-Rundfahrt       | 2.1  | Julian Alaphilippe    |
| 23. September     | Grand Prix d’Isbergues                 | 1.1  | Philippe Gilbert      |

## Erfolge bei den Nationalen Straßen-Radsportmeisterschaften
In den Rennen zu den Nationalen Straßen-Radsportmeisterschaften 2018 gelangen die nachstehenden Erfolge.
| Datum    | Rennen                                          | Fahrer         |
| -------- | ----------------------------------------------- | -------------- |
| 24. Juni | Belgische Meisterschaft – Straßenrennen         | Yves Lampaert  |
| 28. Juni | Luxemburgische Meisterschaft – Einzelzeitfahren | Bob Jungels    |
| 30. Juni | Italienische Meisterschaft – Straßenrennen      | Elia Viviani   |
| 1. Juli  | Dänische Meisterschaft – Straßenrennen          | Michael Mørkøv |
| 1. Juli  | Luxemburgische Meisterschaft – Straßenrennen    | Bob Jungels    |

## Mannschaft
| Teamkader 2018                                      | Teamkader 2018     | Teamkader 2018         | Teamkader 2018                      |
| Name                                                | Geburtsdatum       | Land                   | Vorheriges Team                     |
| --------------------------------------------------- | ------------------ | ---------------------- | ----------------------------------- |
| Julian Alaphilippe                                  | 11. Juni 1992      | Frankreich             | Etixx-iHNed (2013)                  |
| Eros Capecchi                                       | 13. Juni 1986      | Italien                | Astana (2016)                       |
| Rémi Cavagna                                        | 10. August 1995    | Frankreich             | Klein Constantia (2016)             |
| Laurens De Plus                                     | 4. September 1995  | Belgien                | Lotto-Soudal U23 (2015)             |
| Tim Declercq                                        | 21. März 1989      | Belgien                | Topsport Vlaanderen-Baloise (2016)  |
| Dries Devenyns                                      | 22. Juli 1983      | Belgien                | IAM Cycling (2016)                  |
| Fernando Gaviria                                    | 19. August 1994    | Kolumbien              | Coldeportes-Claro (2015)            |
| Philippe Gilbert                                    | 5. Juli 1982       | Belgien                | BMC Racing Team (2016)              |
| Álvaro Hodeg                                        | 16. September 1996 | Kolumbien              | Coldeportes-Zenú (2017)             |
| Fabio Jakobsen                                      | 31. August 1996    | Niederlande            | SEG Racing Academy (2017)           |
| Bob Jungels                                         | 22. September 1992 | Luxemburg              | Trek Factory Racing (2015)          |
| Iljo Keisse                                         | 21. Dezember 1982  | Belgien                | Topsport Vlaanderen-Mercator (2009) |
| James Knox                                          | 4. November 1995   | Vereinigtes Königreich | Team Wiggins (2017)                 |
| Yves Lampaert                                       | 10. April 1991     | Belgien                | Topsport Vlaanderen-Baloise (2014)  |
| Davide Martinelli                                   | 31. Mai 1993       | Italien                | Colpack (2015)                      |
| Enric Mas                                           | 7. Januar 1995     | Spanien                | Klein Constantia (2016)             |
| Michael Mørkøv                                      | 30. April 1985     | Dänemark               | Katusha-Alpecin (2017)              |
| Jhonatan Narváez                                    | 4. März 1997       | Ecuador                | Axeon-Hagens Berman (2017)          |
| Maximiliano Richeze                                 | 7. März 1983       | Argentinien            | Lampre-Merida (2015)                |
| Fabio Sabatini                                      | 18. Februar 1985   | Italien                | Cannondale (2014)                   |
| Maximilian Schachmann                               | 9. Januar 1994     | Deutschland            | Klein Constantia (2016)             |
| Florian Sénéchal                                    | 10. Juli 1993      | Frankreich             | Cofidis, Solutions Crédits (2017)   |
| Pieter Serry                                        | 21. November 1988  | Belgien                | Topsport Vlaanderen-Mercator (2012) |
| Zdeněk Štybar                                       | 11. Dezember 1985  | Tschechien             | Telenet-Fidea (2011)                |
| Niki Terpstra                                       | 18. Mai 1984       | Niederlande            | Team Milram (2010)                  |
| Petr Vakoč                                          | 11. Juli 1992      | Tschechien             | Etixx-iHNed (2013)                  |
| Elia Viviani                                        | 7. Februar 1989    | Italien                | Team Sky (2017)                     |
| Kasper Asgreen (1. Apr.–31. Dez.)                   | 8. Februar 1995    | Dänemark               | Virtu Cycling (2018)                |
| Mikkel Frølich Honoré (1. Aug.–31. Dez., Stagiaire) | 21. Januar 1997    | Dänemark               | Lotto-Soudal U23 (2017)             |
|                                                     |                    |                        |                                     |
| Quellen: ProCyclingStats Cycling Quotient           |                    |                        |                                     |